# Hoot (EP)
Hoot (subtitulado 009) es el tercer extended play del grupo de chicas surcoreano Girls' Generation. El extended play contiene cinco canciones y fue lanzado el 27 de octubre de 2010 por SM Entertainment. Hoot fue el tercer álbum más vendido de 2010 en el Gaon Album Chart, con 163.066 copias vendidas.

## Composición
A la producción del álbum contribuyeron Wheesung, Jinu (Hitchhiker), Kenzie y el antiguo miembro de Roommate y Nadia, Hwang Hyun. La canción que da título al álbum, "Hoot", fue compuesta por los compositores y productores daneses Martin Michael Larsson y Lars Halvor Jensen, de Deekay, junto con el compositor británico Alex James, con la intención de crear un "emocionante disco up-tempo para una artista o grupo femenino". Originalmente se tituló "Bulletproof" y se escribió con letra en inglés.
"Mistake" es el segundo tema y una balada R&B con letra de Kwon Yuri que trata sobre una chica que no puede superar una relación con un chico que le pidió que le "esperara" pero al final encontró a otra y ella se culpa por no esforzarse más en mantener el amor entre ellos. El tercer tema "My Best Friend" es una canción de R&B contemporáneo con letra de Wheesung que habla sobre la amistad de Girls' Generation. La cuarta pista "Wake Up" es una canción electropop con sonidos oscuros de sintetizador y un ritmo medio. "Snowy Wish" es la quinta pista y una brillante canción dance-pop.

## Grabación y promoción
El demo de la canción fue escrito y grabado en el Reino Unido, con Nina Woodford cantando la voz, y luego terminada y mezclada en Dinamarca. Girls' Generation ofreció su espectáculo de regreso el 29 de octubre de 2010 en el programa de KBS Music Bank de KBS. También actuaron en Show! Music Core, Inkigayo y M! Countdown. ¡Su última actuación tuvo lugar el 4 de diciembre de 2010 en el programa de MBC Show! Music Core.

## Recepción
El crítico musical Joiseul de IZM le dio al EP una crítica desfavorable y lo calificó con 1 estrella de 5. Comercialmente, se informó que Hoot recibió más de 150.000 ventas en pre-orden un día antes de su lanzamiento oficial. El álbum alcanzó el disco de oro en Japón por vender 100.000 copias. El álbum aparece en la Gaon Album Chart como el tercer álbum más vendido de 2010 en Corea del Sur, con 163.066 copias vendidas. La canción "Hoot" debutó en el número uno de la Gaon Digital Chart en la edición de la lista del 30 de octubre de 2010. La canción ganó la "triple corona" en Inkigayo el 28 de noviembre de 2010 y ganó cinco veces en Music Bank.

## Lista de canciones
Créditos adaptados de Naver

| Hoot – Standard edition | |                        |          |  |
| N.º                     | Título | Arreglos               | Duración |  |
| 1.                      | «Hoot» ((en hangul, 훗; romanización revisada, Hut))                                                          | Alex James (Alex Read) | 3:18     |  |
| 2.                      | «Mistake» ((en hangul, 내 잘못이죠; romanización revisada, Nae Jalmosijyo; literalmente, «My Fault»))         | Kenzie                 | 4:07     |  |
| 3.                      | «My Best Friend» ((en hangul, 단짝; romanización revisada, Danjjak; literalmente, «Buddy»))                   | Great Dane Productions | 3:24     |  |
| 4.                      | «Wake Up» | Hitchhiker             | 3:15     |  |
| 5.                      | «Snowy Wish» ((en hangul, 첫눈에...; romanización revisada, Cheonnune...; literalmente, «In the First Snow»)) | MonoTree               | 3:28     |  |
| 17:35                   | |                        |          |  |

| Hoot – Japan limited edition (bonus tracks) | |                |          |  |
| N.º                                         | Título | Arreglos       | Duración |  |
| 6.                                          | «Gee» | E-Tribe        | 3:21     |  |
| 7.                                          | «Genie» ((en hangul, 소원을 말해봐 (지니); romanización revisada, Sowoneul Malhaebwa (Jini); literalmente, «Tell Me Your Wish»)) | ko             | 3:49     |  |
| 8.                                          | «Oh!» | Kenzie         | 3:09     |  |
| 9.                                          | «Run Devil Run» | Michael Busbee | 3:21     |  |
| 10.                                         | «Show! Show! Show!» | Michael Busbee | 3:38     |  |
| 11.                                         | «Be Happy» ((en hangul, 웃자; romanización revisada, Utja))                                                                      | E-Tribe        | 3:30     |  |
| 38:22                                       | |                |          |  |

| Hoot – Japan limited edition (DVD) |                                              |          |  |
| N.º                                | Título                                       | Duración |  |
| 1.                                 | «Hoot (Music Clip)»                          | 4:12     |  |
| 2.                                 | «Premium Show Case Live in Ariake Colosseum» |          |  |

## Charts

### Weekly charts
| Chart (2010–11)        | Peak position |
| ---------------------- | ------------- |
| Japón (Oricon)         | 2             |
| Japón (Billboard)      | 2             |
| Corea del Sur (Circle) | 1             |

### Year-end charts
| Chart (2010)         | Position |
| -------------------- | -------- |
| Corea del Sur (Gaon) | 3        |

| Chart (2011)         | Position |
| -------------------- | -------- |
| Japón (Oricon)       | 42       |
| Japón (Billboard)    | 43       |
| Corea del Sur (Gaon) | 88       |

## Release history
| Región        | Fecha                   | Formato          | Distribuidor                              |
| ------------- | ----------------------- | ---------------- | ----------------------------------------- |
| Worldwide     | 25 de octubre de 2010   | descarga digital | SM Entertainment                          |
| Corea del Sur | 27 de octubre de 2010   | CD               | SM Entertainment, KT Music                |
| Hong Kong     | 2 de noviembre de 2010  | CD               | Universal Music Hong Kong                 |
| Japón         | 22 de diciembre de 2010 | CD               | Nayutawave Records, Universal Music Japan |
| Taiwan        | 24 de diciembre de 2010 | CD               | Universal Music Taiwan                    |